# バニシング・レッド
『バニシング・レッド』（原題：Joshua Tree、アメリカではArmy of One）は、1993年のアメリカ映画。

## 登場人物
ウェルマン・アンソニー・サンティ
演 - ドルフ・ラングレン
元カーレーサー。高級車専門の窃盗団の運び屋。エディを殺害した警官を殺害したことで入獄する。しかし、隙を見計らって逃亡する。銃弾を一発食らっても逃げきろうとする根性と肉体を持つ。
フランクリン・セヴェランス
演 - ジョージ・シーガル
警部補。
リタ・マレク
演 - クリスチャン・アルフォンソ
婦人警官。28歳。男からセクシーと認められる美女。サンティに偶然誘拐される。警官だけあり格闘をこなせる。
エディ・ターナー
演 - ケン・フォリー
サンティの友人。ハイウェイパトロールの警官に撃たれて死亡する。サンティからは深い友情を抱かれていた。
ジャック'ルディ'ラディシル
演 - ボー・スター
警官。
マイケル・アグノス
演 - マット・バタグリア
リタの相棒。リタに惚れているが、はぐらかされている。偶然出会ったサンティにリタが誘拐されそうになった時に助けようとするが返り討ちにあい倒される。
エスター・セヴェランス
演 - ミシェル・フィリップス
フランクリンの妻。
ジミー・シューシャイン
演 - マイケル・ポール・チャン
元アソシエイト。
マラレーナ・ターナー
演 - カンディ・アレクサンダー
エディの妻。サンティとも友人である。
E.G.ターナー
演 - マーカス・ブラウン
エディとマラレーナの息子。

## スタッフ
- 監督：ヴィク・アームストロング
- 製作：イレーナ・ダイヤマント、アンディ・アームストロング
- 脚本：スティーヴン・プレスフィールド
- 撮影：ダン・タレット
- 音楽：ジョエル・ゴールドスミス
- 編集：ポール・モートン
- 美術：ジョン・ジェイ・ムーア

## キャスト
| 役名                             | 俳優                       | 日本語吹替             | 日本語吹替                                                          |
| 役名                             | 俳優                       | VHS版                  | テレビ朝日版                                                        |
| -------------------------------- | -------------------------- | ---------------------- | ------------------------------------------------------------------- |
| ウェルマン・アンソニー・サンティ | ドルフ・ラングレン         | 大塚明夫               | 大塚明夫                                                            |
| フランクリン・セヴェランス警部補 | ジョージ・シーガル         | 千田光男               | 池田勝                                                              |
| リタ・マレク                     | クリスチャン・アルフォンソ | 勝生真沙子             | 林原めぐみ                                                          |
| セペダ保安官                     | ジェフリー・ルイス         | 小林修                 | 中村正                                                              |
| ジャック'ルディ'ラディシル       | ボー・スター               | 柴田秀勝               | 宝亀克寿                                                            |
| エスター・セヴェランス           | ミシェル・フィリップス     |                        | さとうあい                                                          |
| マイケル・アグノス               | マット・バタグリア         | 古田信幸               | 松本保典                                                            |
| ジミー・シューシャイン           | マイケル・ポール・チャン   | 江原正士               | 広瀬正志                                                            |
| マラレーナ・ターナー             | カンディ・アレクサンダー   |                        | 沢海陽子                                                            |
| ウッディ・アングストローム       | バート・レムゼン           | 藤本譲                 |                                                                     |
| E.G.ターナー                     | マーカス・ブラウン         |                        |                                                                     |
| トメイ保安官                     | ニック・チンランド         |                        |                                                                     |
| エディ・ターナー                 | ケン・フォリー             |                        | 稲葉実                                                              |
| 役不明又はその他                 |                            |                        | 松岡洋子 鈴木勝美 真殿光昭 宇垣秀成 辻親八 伊藤栄次 大川透 星野充昭 |
|                                  |                            |                        |                                                                     |
| 翻訳                             |                            |                        | 平田勝茂                                                            |
| 演出                             |                            |                        | 水本完                                                              |
| 調整                             |                            |                        | 兼子芳博                                                            |
| 効果                             |                            |                        | 新音響                                                              |
| 制作                             |                            | ザック・プロモーション | ザック・プロモーション                                              |
| 初回放送                         |                            |                        | 1994年11月6日 『日曜洋画劇場』                                      |